# La dama a caballo y el lansquenete
La dama a caballo y el lansquenete es un grabado sobre cobre fechado alrededor de 1497, del artista renacentista alemán Alberto Durero (1471-1528).

## Descripción
Esta escena cortesana muestra un momento de gran delicadeza, el de la despedida entre una dama a caballo y un lansquenete con la cabeza descubierta, tal vez partiendo a la guerra, sobre cuyo hombro posa por última vez su mano.
Ella porta el sombrero de su amante, lo que unido al hecho de ir montada indica que es la que lleva las riendas en la inusual relación. La posición de la empuñadura de la espada del mercenario sugiere su deseo.

## Análisis
Las líneas finas y gráciles son servidas por un cincel confiado, ondulando al ritmo de los movimientos de la crin del caballo o de los suaves pliegues del vestido de la mujer. A pesar de las pequeñas dimensiones de esta imagen, el artista logra desplegar un gran paisaje lacustre capaz de transportar al espectador. 